# Dicanticinta
Dicanticinta là một chi bướm đêm thuộc phân họ Tortricinae của họ Tortricidae.

## Các loài
- Dicanticinta diticinctana (Walsingham, 1900)